# Mesosignum latum
Mesosignum latum là một loài chân đều trong họ Mesosignidae. Loài này được Birstein miêu tả khoa học năm 1970.